# Rudolf Carnap
Rudolf Carnap (n. 18 mai 1891, Ronsdorf, Germania – d. 14 septembrie, 1970, Santa Monica, California) a fost un filozof german care a trăit în Europa înainte de 1935 și în SUA după aceea. A fost membru al Cercului de la Viena și susținător al pozitivismului logic.
Și-a luat doctoratul în fizică la Universitatea din Jena, în 1921.

## Considerații
Pentru Rudolf Carnap filosofia trebuia înțeleasă ca activitate de clarificare a limbajului prin analiza logică. Analiza constă în cercetarea logică a fundamentelor limbajului, în construirea unei sintaxe logice în care sunt admise doar tautologiile (propoziții analitice) și propoziții de experiență de forma „x are proprietatea z” , prin care se descrie experiența empirică.
Potrivit lui Carnap, numai termenii care alcătuiesc propoziții de experiență (propoziții prin care exprimăm experiența senzorială) au semnificație. Mai mult, numai propozițiile de experiență, a căror valoare de adevăr sau falsitate poate fi verificată prin confruntarea cu experiența empirică, au sens.
Rezultatul analizei lui Carnap este acela că filosofia speculativă (de exemplu metafizica) este fundamentată pe două tipuri de erori: pe de o parte, folosește cuvinte lipsite de semnificație, iar pe de altă parte, enunțurile sale sunt lipsite de sens.
Pentru termeni precum „Absolutul”, „Necondiționatul”, „Ființa în sine”, metafizicianul nu poate furniza condiții empirice de adevăr, ci doar sentimente și reprezentări ce stau în spatele pretinsei semnificații. Mai mult, propoziții metafizice, precum cele oferite de Hegel: „Ființa pură și neantul sunt unul și același lucru”, sunt fără sens, sunt pseudo-propoziții, pentru că sunt susținute de cunoaștere accesibila științei empirice, neverificabilă.

## Opere
- Logical foundation of probability, 1950